# Ekö (Finström, Åland)
Ekö med Tullaren är en ö i Åland (Finland). Den ligger i Skärgårdshavet och i kommunen Finström i landskapet Åland, i den sydvästra delen av landet. Ön ligger omkring 20 kilometer norr om Mariehamn och omkring 280 kilometer väster om Helsingfors.
Öns area är 94,7 hektar och dess största längd är 2,7 kilometer i nord-sydlig riktning. Ön höjer sig omkring 30 meter över havsytan.

## Delöar och uddar
- Ekö 60°16′18″N 19°50′21″Ö / 60.27165°N 19.83912°Ö
- Tullaren 60°16′59″N 19°51′07″Ö / 60.28309°N 19.852°Ö
- Eköskatan 60°16′08″N 19°50′24″Ö / 60.26894°N 19.83987°Ö (udde)